# Draconarius tibetensis
Draconarius tibetensis är en spindelart som beskrevs av Wang 2003. Draconarius tibetensis ingår i släktet Draconarius och familjen mörkerspindlar. Inga underarter finns listade i Catalogue of Life.